# یاسننا (ناحیه زلین)
یاسننا (به چکی: Jasenná) یک منطقهٔ مسکونی در جمهوری چک است که در ناحیه زلین واقع شده‌است. یاسننا ۱۲٫۳۴ کیلومتر مربع مساحت و ۹۵۵ نفر جمعیت دارد و ۳۶۵ متر بالاتر از سطح دریا واقع شده‌است.